# 金井宏芳
金井 宏芳（かない ひろよし、1965年 - ）は、日本の実業家、ヤマトオートワークス株式会社代表取締役社長。

## 人物・経歴
1965年、東京都生まれ。1988年3月、立教大学法学部卒業。1988年4月、ヤマト運輸株式会社入社。2008年、ヤマトボックスチャーター社長。2018年、ヤマトグローバルロジスティクスジャパン社長。2020年10月、ヤマトオートワークス社長。